# Mokhratag
Mokhratag (armeniska: Mokhrat’agh, ryska: Мохратаг, azerbajdzjanska: Kiçik Qarabəy, armeniska: Մոխրաթաղ, azerbajdzjanska: Möhrətağ, Möhrətac) är en ort i Azerbajdzjan.   Den ligger i distriktet Tərtər Rayonu, i den centrala delen av landet, 270 km väster om huvudstaden Baku. Mokhratag ligger 760 meter över havet och antalet invånare är 345.
Terrängen runt Mokhratag är kuperad. Närmaste större samhälle är Martakert, 5,6 km öster om Mokhratag. 
Trakten runt Mokhratag består till största delen av jordbruksmark. Runt Mokhratag är det ganska tätbefolkat, med 139 invånare per kvadratkilometer.